# Rockstar London
La Rockstar London és una publicadora europea de Rockstar Games, instal·lant un estudi de desenvolupament nou al cor de Londres. Mark Washbrook va establir la companyia el novembre de 2005 a les oficines editorials europees de Rockstar Games. El primer joc de l'estudi va ser Manhunt 2, que va prendre el relleu de Rockstar Vienna després que aquest estudi es tanqués el maig de 2006. Rockstar London va desenvolupar més tard Midnight Club: L.A. Remix  i va co-liderar el desenvolupament de Max Payne 3. Washbrook va deixar l'empresa el gener de 2011.

## Història
Mark Washbrook va establir Rockstar London per a l'editor Rockstar Games "des de zero". L'equip estava en actiu el novembre de 2005 a la seu editorial europea de Rockstar Games, llavors també coneguda com Rockstar London, a King's Road a Londres. Washbrook va assumir el paper de cap d'estudi. Després que Rockstar Vienna es tanqués el maig de 2006, Rockstar London va tenir l'encàrrec de completar Manhunt 2. El joc es va anunciar com el títol de debut de Rockstar London el febrer de 2007 i es va llançar a l'octubre. Va desenvolupar Midnight Club: L.A. Remix, una adaptació a PlayStation Portable de Midnight Club: Los Angeles, que es va estrenar l'octubre de 2008.
El gener de 2011, Washbrook va anunciar la seva dimissió. La seva marxa va coincidir amb la de Mark Lloyd, el cap de l'estudi de Rockstar Lincoln. Rockstar Games va declarar que cap sortida afectaria els projectes actius dels estudis. Washbrook va continuar treballant per a Sony Computer Entertainment Europe i, al costat de Lloyd, es va unir a l'estudi Activision Leeds d'Activision el maig de 2012. Rockstar London va ser un dels quatre estudis, juntament amb Rockstar New England, Rockstar Toronto i Rockstar Vancouver, que van liderar el desenvolupament de Max Payne 3, llançat a 2012. L'estudi va treballar al costat de tots els altres estudis de Rockstar Games a Red Dead Redemption 2, que es va estrenar l'octubre de 2018.

## Elogis
Rockstar London va ser finalista del premi "Best New UK/European Studio" als Develop Industry Excellence Awards de 2008.

## Jocs desenvolupats
| Any  | Títol                     | Plataforma(es)                                                                            | Distribuïdor(s) | Notes                                        |
| ---- | ------------------------- | ----------------------------------------------------------------------------------------- | --------------- | -------------------------------------------- |
| 2007 | Manhunt 2                 | PlayStation 2, PlayStation Portable, Wii, Windows                                         | Rockstar Games  |                                              |
| 2008 | Midnight Club: L.A. Remix | PlayStation Portable                                                                      | Rockstar Games  |                                              |
| 2012 | Max Payne 3               | macOS, PlayStation 3, Windows, Xbox 360                                                   | Rockstar Games  | Desenvolupat com a part de Rockstar Studios  |
| 2013 | Grand Theft Auto V        | PlayStation 3, PlayStation 4, PlayStation 5, Windows, Xbox 360, Xbox One, Xbox Series X/S | Rockstar Games  | Desenvolupament de suport per Rockstar North |
| 2018 | Red Dead Redemption 2     | PlayStation 4, Stadia, Windows, Xbox One                                                  | Rockstar Games  | Desenvolupat com a part de Rockstar Studios  |